# Endictyaceae
Famille
Les Endictyaceae sont une famille d'algues de l'embranchement des Bacillariophyta (Diatomées), de la classe des Coscinodiscophyceae et de l’ordre des Stephanopyxales.

## Étymologie
Le nom de la famille vient du genre type Endictya, formé du préfixe en-, dans, et dicty-, « filet ; réseau ».

## Description
Le genre Endictya se présente comme des cellules en forme de tonneau, réunies en chaînes courtes. Les valves sont largement cylindriques avec un manteau et une face de valve nettement définis. Il existe une bride étroite au bord de la valve dans laquelle il y a une ligne de pores. Vers le centre de la valve se trouvent un certain nombre de saillies. 
Les aréoles sont de taille variable et reposent dans une charpente fortement silicifiée. Elles sont loculés, avec un foramen à l'extérieur et des pores fins à l'intérieur, disposés en rangées rayonnant à partir du centre de la valve
Entre le manteau et la face de la valve, sur la surface interne, se trouvent les ouvertures internes des rimoportules.
Le genre Endictyia ressemble aux genres Melosira et Stephanopyxis.

## Distribution
Le genre Endictya est à la fois moderne (marin benthique) et fossile.

## Liste des genres
Selon AlgaeBase (28 juillet 2022) :
- Endictya Ehrenberg, 1845

## Systématique
Le nom correct complet (avec auteur) de ce taxon est Endictyaceae R.M.Crawford, 1990.

## Publication originale
- Round, F.E., Crawford, R.M. & Mann, D.G. (1990). The diatoms biology and morphology of the genera.  pp. [i-ix], 1-747. Cambridge, Cambridge University Press.